# Twiggy

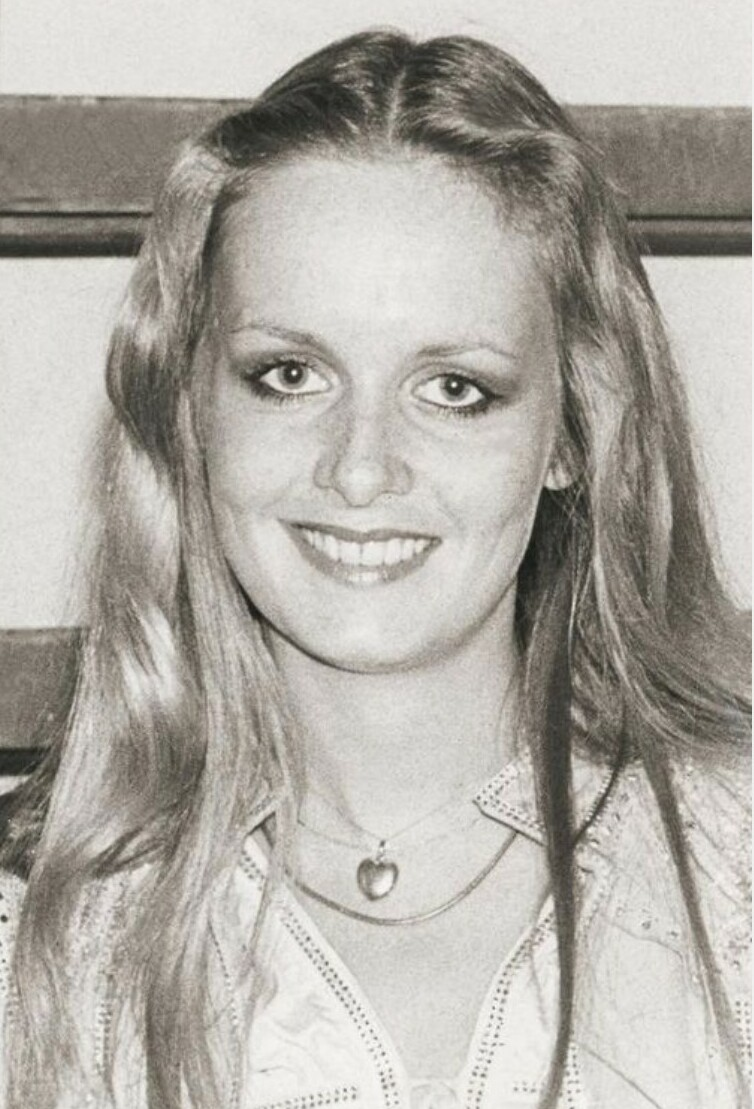

Twiggy, eigenlijk Lesley Hornby (Londen, 19 september 1949), is een Brits supermodel, actrice en zangeres, tegenwoordig ook bekend onder de naam van haar man Twiggy Lawson.
Twiggy is geboren in de Londense voorstad Neasden als dochter van William Norman (timmerman) en Helen Hornby. Twiggy werd op 16-jarige leeftijd bekend door de bemoeienis van haar toenmalige vriend en manager Justin de Villeneuve. Toen ze 16 was, experimenteerde ze sterk met make-up en dan vooral mascara en kunstwimpers. Ze zou een look bedenken die haar ruim 1,5 uur kostte om op te brengen, drie paar kunstwimpers bevatte en een trend zette in gebruik van veel mascara en nepwimpers in de Mod-cultuur van de jaren 1960. Nadat zij in 1967 stond afgebeeld in de Britse Vogue groeide zij uit tot een cultfiguur en werd het gezicht van Swinging London in de jaren zestig. Haar bijnaam Twiggy ('Twijgje') kreeg zij door haar slanke, bijna jongensachtige figuur.
Twiggy was gedurende vijf seizoenen jurylid bij het Amerikaanse televisieprogramma America's Next Top Model. Zij werd als jurylid opgevolgd door Paulina Porizkova. Ook schreef ze een paar boeken en heeft ze een kledinglijn.
Sinds 2005 is ze het gezicht van de campagne voor Marks & Spencer.

## Filmografie
- Popcorn (documentaire, 1969)
- All Talking... All Singing... All Dancing (korte film, 1971)
- The Boy Friend (1971)
- W (1974)
- The Butterfly Ball (1976), stem
- The Blues Brothers (1980)
- È arrivata la sposa (1980)
- Il dottore e i diavoli (1985)
- Club Paradise (1986)
- The Little Paradise (1987)
- Madame Sousatzka (1988)
- Istanbul (1989)
- Body Bags (1993)
- Edge of Seventeen (1998)
- Woundings (1998)